# VAR-Palmares
Vanguarda Armada Revolucionária Palmares (VAR-Palmares) foi uma organização brasileira de extrema-esquerda que participou da luta armada durante a ditadura militar (1964-1985), visando a derrubada do regime. Surgiu em julho de 1969, como resultado da fusão do Comando de Libertação Nacional (COLINA) com a Vanguarda Popular Revolucionária (VPR) de Carlos Lamarca. Seu nome era uma homenagem ao Quilombo dos Palmares, maior quilombo da história da escravidão.
Sua primeira direção foi composta por Carlos Lamarca, Cláudio Ribeiro, Juarez Guimarães de Brito, Maria do Carmo Brito, Antonio Roberto Espinosa, Carlos Alberto Soares de Freitas e Carlos Franklin Paixão de Araújo (ex-marido de Dilma Rousseff e pai de sua filha Paula).

## Roubo do "cofre do Adhemar"
A ação mais conhecida da organização foi o "roubo" do "cofre do Adhemar", contendo pouco mais de 2,5 milhões de dólares, em espécie, realizada em 18 de julho de 1969. Esse cofre encontrava-se na residência do cardiologista Aarão Burlamaqui Benchimol, irmão de Anna Gimel Benchimol Capriglione, conhecida nos meios políticos pelo codinome "Dr. Rui", secretária e amante do ex-governador de São Paulo, Adhemar de Barros. A informação havia sido dada por um seu sobrinho, Guilherme Schiller Benchimol, que havia aderido à organização na faculdade. Supunha-se com  que o  dinheiro mantido no cofre seria produto da corrupção do ex-governador, conhecido pelo lema "rouba, mas faz".
A ação se deu na mansão do irmão de Anna Benchimol em Santa Teresa, onde ela se encontrava, com o comando se passando inicialmente por policiais federais, num total de treze guerrilheiros na ação direta e outros na segurança externa, comandados por Juares de Brito. Os moradores, inclusive a dona, foram amarrados, telefones tiveram fios cortados e os automóveis existentes os pneus esvaziados. O cofre, muito pesado, foi retirado dela por meio de pranchas de rolamento e roldanas e arrastado até uma Veraneio Chevrolet C-14 estacionada na frente das escadas de granito da entrada da casa. Levado a um "aparelho" no subúrbio carioca, foi aberto com maçarico e serra elétrica ao mesmo tempo em que se jogava água pela abertura para evitar queimar o dinheiro, que acabou ficando boa parte molhado e as notas de dólares postas para secar num varal. O cofre foi cortado em pedaços e suas partes jogadas nos rios da Barra da Tijuca e do costão da Avenida Niemeyer.
Participaram da ação, entre outros, além do comandante Juares de Brito e do dirigente Antonio Espinosa, Sônia Lafoz, a única guerrilheira importante da luta armada – participante de assalto a bancos e sequestros de diplomatas, famosa por ser exímia atiradora – que jamais foi presa, Darcy Rodrigues, ex-militar e braço direito de Lamarca, Reinaldo José de Mello, Wellington Moreira Diniz, o ex-sargento do exército José de Araújo Nóbrega, João Marques de Aguiar, o ex-açougueiro-guerrilheiro João Domingues, Fernando Borges e Jesus Paredes Soto.
Carlos Minc, hoje político ligado ao meio-ambiente, foi um dos integrantes da VAR-Palmares que participou do assalto, então com 18 anos. Dilma Rousseff também participava da organização,  mas afirmou que não integrou a ação mais conhecida do grupo. Minc atualmente garante que ela não tinha qualquer papel destacado nos grupos de ação, atuando apenas na retaguarda.  Segundo Maurício Lopes Lima, um integrante de buscas da Oban (Operação Bandeirante), estrutura do serviço de inteligência das Forças Armadas e notório local de torturas a presos políticos, Dilma Rousseff era o "cérebro" da organização clandestina fato que jamais pode ser comprovado pela parcialidade do autor que combatia por um dos lados que deu o golpe militar. Antonio Espinosa, entretanto, participante da ação e um dos comandantes da VAR-Palmares, explica que Rousseff não teve qualquer participação no assalto, nem de seu planejamento, pois  deixou de participar do comando nacional quando houve a fusão entre a VPR e o COLINA que originou a Palmares, algumas semanas antes da ação.
Depois do assalto, Carlos Lamarca, um dos comandantes da organização, emitiu o seguinte comunicado em nome da VAR-Palmares à agência France Press:

 "Depois de uma longa investigação, localizamos uma parte da famosa ‘caixinha’ do ex-governador de São Paulo Adhemar de Barros, enriquecido por anos e anos de corrupção. Conseguimos US$ 2,5 milhões. Esse dinheiro, roubado do povo, a ele será devolvido."

## Outras ações planejadas
A VAR-Palmares teria também planejado em 1969 o sequestro de Delfim Neto, símbolo do milagre econômico e, à época, o civil mais poderoso do governo federal. O suposto sequestro, que deveria ocorrer em dezembro daquele ano, foi referido no livro Os Carbonários, de autoria de Alfredo Sirkis, em 1981. Antonio Roberto Espinosa, ex-comandante da Vanguarda Popular Revolucionária e da VAR-Palmares, reconheceu que coordenou o plano - do qual tinham conhecimento cinco membros da cúpula da organização. Segundo publicou o jornal Folha de S.Paulo, Espinosa teria dito que Dilma Rousseff era integrante dessa cúpula. Espinosa, porém, contradisse tal informação, dizendo que Dilma nunca participou de ações ou de planejamento de ações militares, tendo sempre tido uma militância exclusivamente política. O sequestro não teria chegado a ser realizado porque os membros do grupo começaram a ser capturados semanas antes. Dilma nega peremptoriamente que tivesse conhecimento do plano e duvida que alguém realmente se lembre, declarando que Espinosa fantasiou sobre o assunto.

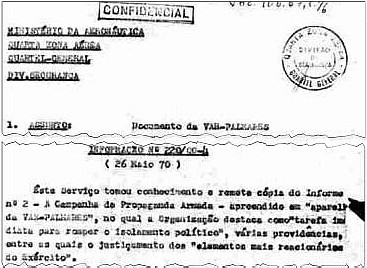
Relatório secreto da Aeronáutica indicando intenções da VAR-Palmares de assassinar "os elementos mais reacionários do Exército"

Em 5 de fevereiro de 1972 militantes da VAR-Palmares, ALN e do PCBR assassinaram a tiros o marinheiro inglês David Cuthberg, que se encontrava no país juntamente com uma força-tarefa da Marinha Britânica para as comemorações dos 150 anos de independência do Brasil. Após o atentado foram arremessados dentro do táxi onde ele se encontrava panfletos que informavam que o ato teria sido decisão de um "tribunal", como forma de solidariedade à luta do Exército Republicano Irlandês contra o domínio inglês. Quase dois meses depois, três integrantes da organização, Lígia Maria Salgado Nóbrega – participante da execução de Cuthberg – Maria Regina Lobo Leite Figueiredo e Antônio Marcos Pinto de Oliveira foram mortos no Rio de Janeiro no que ficou conhecido como Chacina de Quintino.
Desmantelada devido à forte repressão dos militares, a VAR-Palmares teve duas de suas principais lideranças presas e assassinadas pelo regime: Carlos Alberto Soares de Freitas, um dos fundadores do Comando de Libertação Nacional (Colina), e Mariano Joaquim da Silva, o "Loyola", veterano das Ligas Camponesas, desaparecido nos cárceres clandestinos do Destacamento de Operações de Informações - Centro de Operações de Defesa Interna (DOI-Codi) no Rio de Janeiro.
Em 13 de abril de 2011, após três décadas de sigilo, o Arquivo Nacional do Brasil tornou público um documento, até então em poder da Aeronáutica, que revela que a organização guerrilheira VAR-Palmares determinara o "justiçamento", ou seja, o assassinato de oficiais do Exército e de agentes de outras forças tidas como reacionárias, nos anos da ditadura militar para se contrapor aos assassinatos promovidos pelos órgãos clandestinos do regime militar que assassinavam suspeitos sem serem punidos segundo depoimento de várias vítimas assassinadas pelos militares. O documento  (um relatório de cinco páginas, denominado "A Campanha de Propaganda Militar"), redigido por líderes do grupo, avalia que a eliminação de agentes da repressão seria uma forma de sair do isolamento. O texto foi apreendido em um esconderijo da organização e encaminhado em caráter confidencial ao então Ministério da Aeronáutica. Sobre o justiçamento de militares, o documento recomendava: "Deve ser feito em função de escolha cuidadosa [trecho incompreensível] elementos mais reacionários do Exército." O documento classifica as ordens como uma resposta aos crimes do regime militar contra a esquerda: "O justiçamento punitivo visa especialmente paralisar o inimigo, eliminando sistematicamente os cdf da repressão, os fascistas ideologicamente motivados que pressionam os outros." A VAR-Palmares tinha definido como alvos prioritários o delegado Sérgio Paranhos Fleury, do DOPS, e seu subordinado "Raul Careca", acusados de comandarem a máquina da tortura em São Paulo, e pessoas ligadas à CIA. Na época da redação do texto (entre 1969 e 1970), certos setores da ditadura falavam sobre o completo extermínio dos contra-golpistas agentes a seviço dos estados unidos da américa , conforme documentos revelados por Washington depois de 40 anos sob "documentos classificados da intervenção norte-americana no golpe militar de 1964. Em dezembro de 1968, o governo havia  baixado o AI-5, que suprimia direitos civis e coincidia com o início de uma política de Estado para eliminar grupos de esquerda.